# Metrosideros excelsa
Metrosideros excelsa (pōhutukawa sau Pomul de Crăciun din Noua Zeelandă) este un arbore persistent ornamental din familia Myrtaceae care crește în zonele de coastă. Are o coroană bogată de flori roșii (ocazional portocalii, albe  sau albe.) Poate fi întâlnit sporadic și în zona Cape din Africa de Sud sau în Insulele Azore.
Pōhutukawa este unul din cele doisprezece specii endemice de Metrosideros din Noua Zeelandă. Renumit pentru culoarea vibrantă și capacitatea sa de a supraviețui chiar și cocoțat pe stânci stâncoase, precare, acest arbore își are un loc important în cultura din Noua Zeelandă pentru puterea și frumusețea sa și este considerat ca fiind un copac principal (rākau rangatira) de către mauri. Floarea copacului se numește kahika.

## Legături externe
- „Metrosideros excelsa”. New Zealand Plant Conservation Network. Accesat în 2 octombrie 2010.
- „Pohutukawa Fact Sheet” (PDF). Project Crimson. Arhivat din original (PDF) la 26 mai 2010. Accesat în 2 octombrie 2010.
- Rare Metrosideros E. Alley, at Sao Miguel Island, Azores, where it grows faster and larger than in its native habitat